# متسلاویه
متسلاویه (به هلندی: Metslawier) یک منطقهٔ مسکونی در هلند است که در دونگرادیل واقع شده‌است. متسلاویه ۹۰۸ نفر جمعیت دارد.